# Principality of Hutt River

Flagge der Principality of Hutt River

Karte des Gebiets

Das Fürstentum Hutt River (englisch: Principality of Hutt River), vormals Hutt River Province (HRP), war ein Scheinstaat im äußersten Westen des australischen Kontinents. Nach einem Streit mit der Verwaltung über Produktionsquoten für Weizen erklärte am 21. April 1970 der Landwirt George Casley (* 25. August 1925; † 11. Februar 2019) die Sezession seines etwa 75 km² großen Grundbesitzes von Australien. Die australische Regierung erkannte das Gebiet nicht als unabhängigen Staat an. Nach Jahrzehnten als Touristenattraktion erklärte am 3. August 2020 der Sohn und Nachfolger des Gründers die Auflösung und damit die Rückgabe des Staatsgebiets an Australien.

## Lage und Bevölkerung
Das Gebiet des Scheinstaates war nach eigenen Angaben rund 75 Quadratkilometer groß, die Bevölkerung umfasste etwa 30 Einwohner.
Das beanspruchte Staatsgebiet lag im Northampton Shire in Westaustralien, nur wenige Kilometer vom Meer entfernt, 595 Kilometer nördlich von Perth in der Nähe von Geraldton (95 km) und Northampton (42 km) sowie südlich von Kalbarri (66 km).

## Geschichte

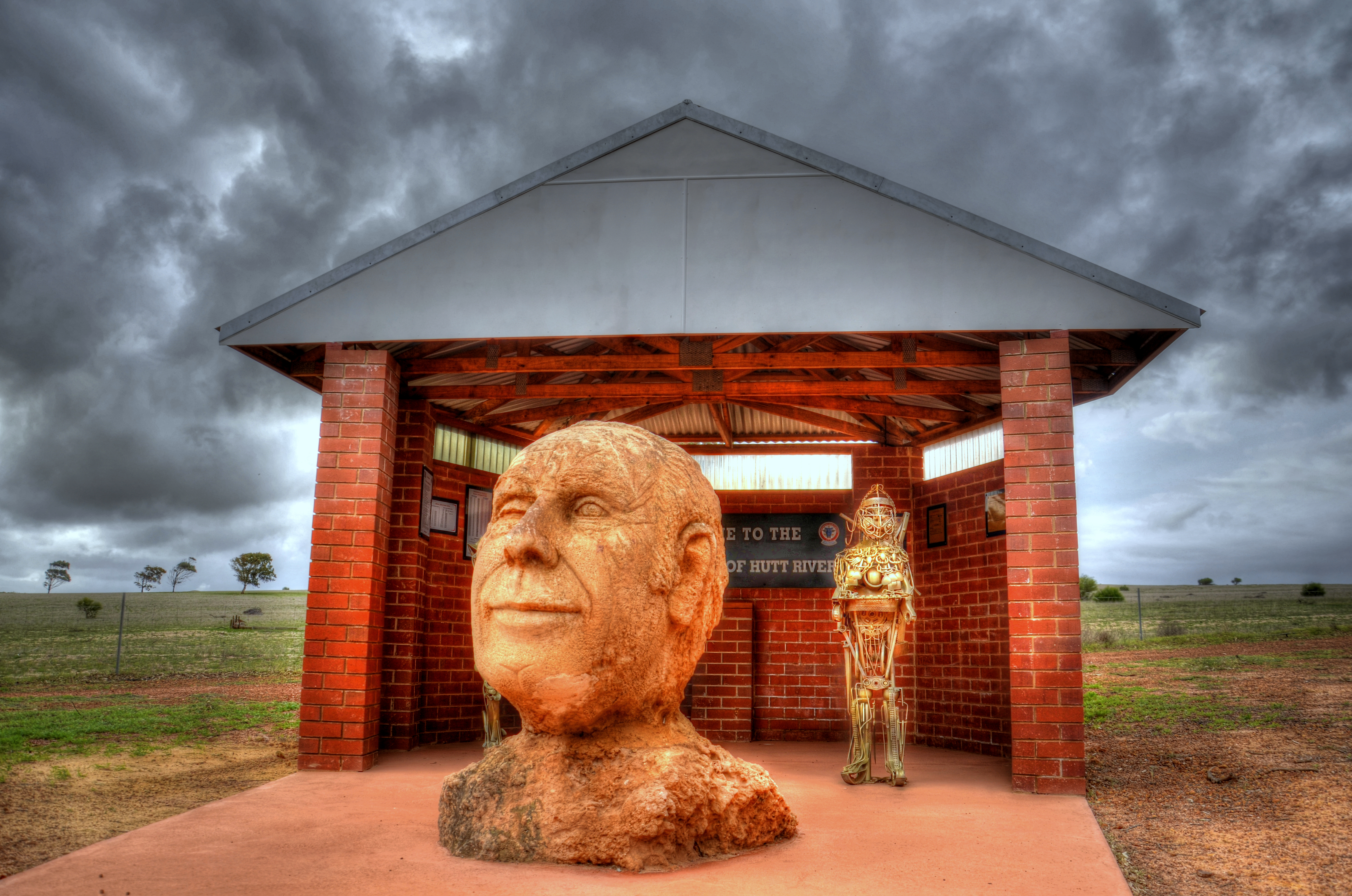
Büste von Leonard George Casley

1969 protestierte der Farmer Leonard George Casley gegen die von der Regierung des Bundesstaates Westaustralien verordneten Produktionsquoten für Weizen. Nach diesen Quoten bekam Casley nur 10 Prozent des von ihm produzierten Weizens auch bezahlt. Als eine Petition an den damaligen Gouverneur von Western Australia, Sir Douglas Kendrew, scheiterte, übersandte Casley am 21. April 1970 die Sezessionserklärung an den damals amtierenden Premierminister von Westaustralien, Sir David Brand.
Der Verwaltungsrat (Administration Board) bestimmte Casley nach eigenen Angaben später zu seinem Fürsten (Prince). 2017 dankte der damals 92-Jährige nach fast 50 Jahren Herrschaft ab und bestimmte seinen jüngsten Sohn Graeme Casley zum Nachfolger. Im August 2020 gab Graeme Casley bekannt, das Fürstentum auflösen zu wollen, da aufgrund der COVID-19-Pandemie Tourismus-Einnahmen ausblieben und Steuerschulden den Verkauf der Farm erzwängen.

## Politischer Status

Regierungsstelle und Postamt

Weder die westaustralische Lokalregierung noch die australische Bundesregierung erkannten das Fürstentum Hutt River gesetzlich bzw. in irgendeiner anderen Weise an:

“It has no special status. It has no separate sovereignty and remains subject to the Australian Constitution and the laws of Australia.”

„Es hat keinen Sonderstatus. Es hat keine gesonderte Eigenstaatlichkeit und unterliegt weiterhin der australischen Verfassung und den Gesetzen Australiens.“

Nach Angaben von Leonard Casley wurden ihm, seiner Familie sowie den übrigen Einwohnern des Fürstentums schon kurz nach der Unabhängigkeitserklärung alle staatlichen Leistungen (z. B. Veteranenrente, Kindergeld), die den Betroffenen als Einwohnern und Bürgern des australischen Staates gesetzlich und verfassungsmäßig zustehen würden, entzogen. Die Bewohner des Fürstentums seien ihm zufolge auch nicht mehr in den australischen Wählerverzeichnissen eingetragen und erhielten vom australischen Staat, der seinen Bürgern eine Wahlpflicht vorschreibt, auch keine Wählerpässe mehr ausgestellt.
In der Europäischen Union galten Reisepässe des Fürstentums Hutt River als Fantasie-Pässe, deren Inhabern keine Visa ausgestellt werden.

### Steuern
Nach Angaben von Leonard Casley wurde ihm und allen übrigen Bewohnern seitens des australischen Bundesfinanzamtes (Australian Taxation Office, ATO) bescheinigt, steuerlich „Nicht-Einwohner Australiens“ („non-resident of Australia“) zu sein. Für die Jahre 2006 bis 2013 forderte das ATO von Leonard und Arthur Wayne Casley allerdings eine Einkommensteuer-Nachzahlung von rund drei Millionen Australischen Dollar (2017: ca. zwei Millionen Euro), gegen die die Casleys bis 2017 erfolglos klagten. Eine Berufung wurde ebenfalls abgelehnt.

## Flagge
Die Flagge des Principality of Hutt River zeigt die Kontur eines Bullenkopfes, darin ein gelber Adlerkopf sowie eine Gerechtigkeitswaage in einem weißen Kreis auf blauem Hintergrund.